# Gościm (stacja kolejowa)
Gościm – nieczynna stacja kolejowa w Gościmiu, w województwie lubuskim, w Polsce.